# Опушни
 Опушни — деревня в Кировской области. Входит в состав муниципального образования «Город Киров»

## География
Расположена на расстоянии примерно 12 км по прямой на северо-запад от железнодорожного вокзала станции Киров.

## История
Известна с 1764 года как деревня Останинская с 9 жителями, в 1802 (Осташинская) 2 двора. В 1873 году здесь (починок Останинский или Опушки) было дворов 6 и жителей 51, в 1905 (деревня Осташкинская или Опушни) 7 и 60, в 1926 (уже Опушни или Осташкин) 11 и 68, в 1950 (Опуши) 10 и 41, в 1989 14 жителей. Настоящее название утвердилось с 1978 года. Административно подчиняется Октябрьскому району города Киров.

## Население
Постоянное население составляло 22 человека (русские 100%) в 2002 году, 14 в 2010.